# Ахеджак, Георгий Хаджимусович
Георгий Хаджимусович Ахеджак (7 января 1933 — 5 июля 2014, Краснодар, Российская Федерация) — советский и российский тренер по прыжкам на батуте, заслуженный тренер СССР.
Вместе с Виталием Дубко являлся одним из родоначальников прыжков на батуте. Являлся старшим тренером-преподавателем СДЮШОР по прыжкам на батуте.
Основатель всесоюзных (а ныне — всероссийских) соревнований «Памяти Героя СССР лётчицы Евдокии Носаль».